# Todeszug aus Buchenwald

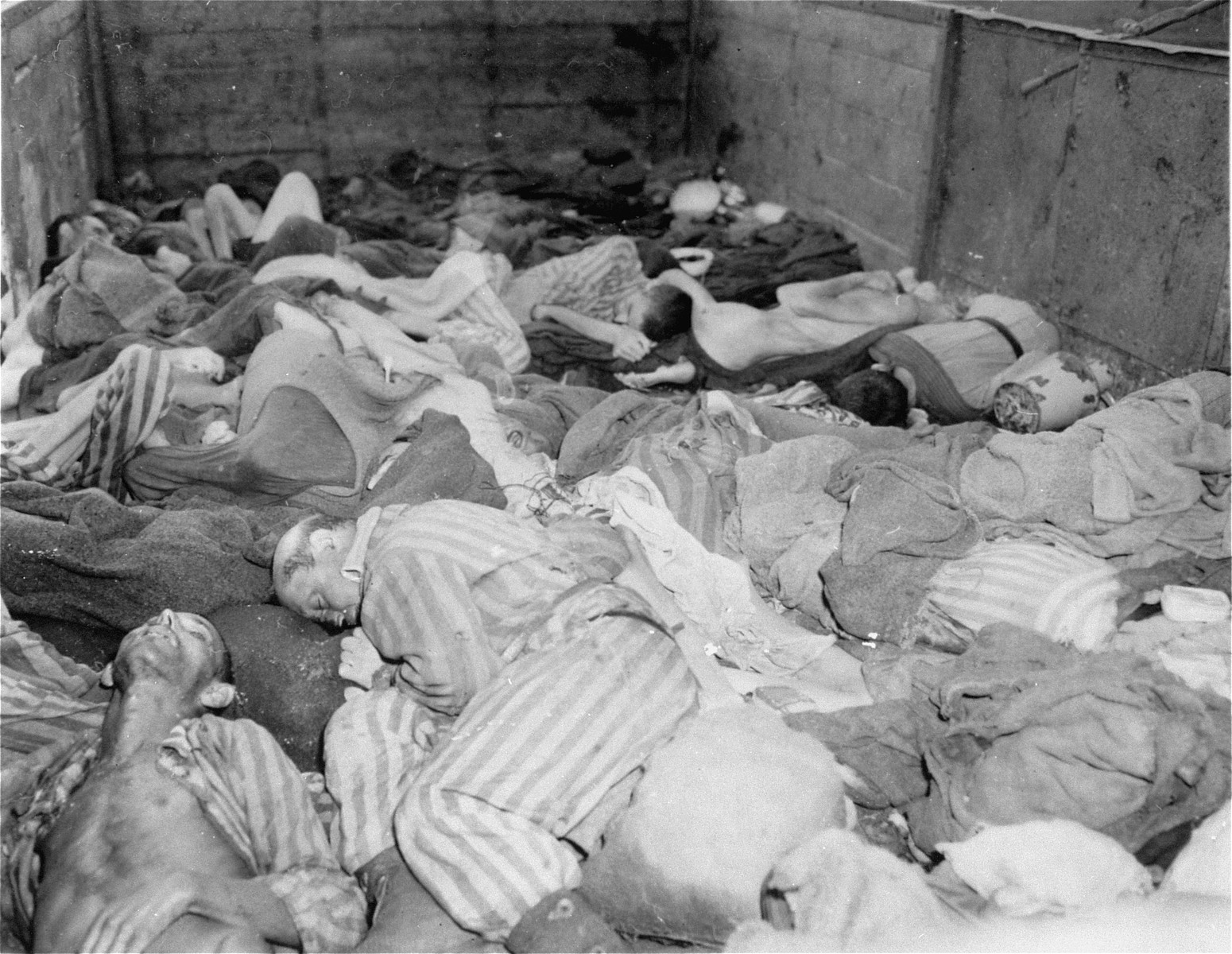
Leichen im Zug beim KZ Dachau, fotografiert von Éric Schwab (AFP) in der Zeit vom 29. April bis zum 1. Mai 1945

Der später so bezeichnete Todeszug von Buchenwald  war ein Endphaseverbrechen der Nationalsozialisten. Vom 7. bis zum 28. April 1945 fand dieser Eisenbahntransport mit KZ-Häftlingen aus dem KZ Buchenwald zum KZ Dachau statt.
Der Zug wurde vor allem deshalb bekannt, weil er von Soldaten der 7. US-Armee fotografisch dokumentiert und die verstörenden Bilder auch für die Öffentlichkeit zugänglich gemacht wurden. Die auf München vorrückenden Truppen der US-Armee fanden die Güterwagen mit unzähligen Sterbenden und Toten am Tag ihrer Ankunft im KZ Dachau noch vor Betreten des Lagergeländes am 29. April 1945.

## Zum Begriff
Dieses Endphaseverbrechen wurde unter der Bezeichnung Todeszug von Buchenwald und auch als „Evakuierungszug aus Buchenwald“ bekannt. Das Hauptziel der SS war in dieser Kriegsphase, dass Häftlinge der Konzentrationslager nicht in die Hände der vorrückenden Truppen der Alliierten geraten sollten. Der Begriff „Evakuierung“ ist in dem Zusammenhang mit KZ-Häftlingstransporten in der Endphase des NS-Regimes jedoch umstritten. In Nammering kam es zu Massenerschießungen von Gefangenen dieses Transportes.

## Fahrstrecke und Ablauf

### Zusammenstellung des Transports, Abfahrt
Am 7. April 1945 fuhr im KZ Buchenwald ein sogenannter Evakuierungstransport mit 4.480 Häftlingen verschiedener Nationalitäten ab. Ein Teil der Häftlinge war davor zu Fuß aus dem 90 km entfernten Nebenlager Ohrdruf in erschöpftem Zustand im KZ Buchenwald angekommen. Schon während des Fußmarsches zum Bahnhof von Weimar waren viele entkräftet zusammengebrochen und von den SS-Wachen teils erschossen worden. Der Zug bestand aus etwa 39 bis 45 offenen und gedeckten Güterwagen. Jeder Wagen war mit 90 bis 100 Häftlingen und einigen SS-Wachen besetzt. Ursprüngliches Ziel des Transports war das KZ Flossenbürg. Eine Schicht Kohlenruß am Boden wies darauf hin, dass in den Wagen zuvor Kohle transportiert worden war.

### Die Fahrtstrecke und -dauer

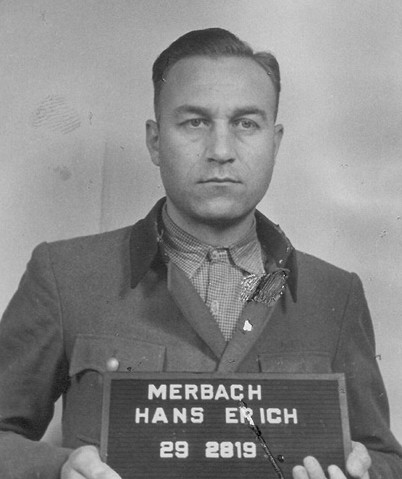
Transportleiter Hans Merbach im April 1947

Ausgangspunkt war der Bahnhof Buchenwald. Der Eisenbahntransport führte über Weimar, Weißenfels, Leipzig, Dresden, Mittelgrund, Komotau, Pilsen, Zwiesel, Deggendorf, Nammering, Passau, Schönburg, Mühldorf am Inn und München zum KZ Dachau.
Transportführer war Hans Merbach (SS-Obersturmführer), ehemals Zweiter Schutzhaftlagerführer von Buchenwald. Die Fahrdauer war angeblich mit 24 Stunden veranschlagt worden, die Nahrungsportionen für die Häftlinge waren ebenfalls angeblich für einen Tag bemessen, wie SS-Obersturmführer Merbach später aussagte: „Ich bekam für diesen Transport pro Häftling folgende Ration mit: (…) eine Handvoll gekochter Kartoffeln, 500 Gramm Brot, 50 Gramm Wurst und 25 Gramm Margarine“. Der Zug brauchte dann jedoch fast 21 Tage ins Lager Dachau. Während der Fahrt verhungerten viele der Häftlinge oder wurden erschossen. Tote wurden in der Nähe der Gleise begraben oder in die letzten Wagen getragen.

### Der Aufenthalt in Nammering
Merbach sagte aus, dass er am zwölften Reisetag vom Wehrmachtsverpflegungsamt Pilsen 3000 Wehrmachts-Brote und 3000 Portionen Käse beschaffen konnte. Am Bahnhof in Pilsen warfen einige Zivilisten Lebensmittel in die Waggons.
Am 20. April hatte der Zug einen Aufenthalt im Bahnhof Nammering bei Passau an der Vorwaldbahn. Johann Bergmann, der Geistliche von Aicha vorm Wald, ging morgens zum Halteplatz.
Hier erhielten die Häftlinge am 22. April Verpflegung. Bergmann hatte eine Lebensmittelsammlung initiiert. Diesen Aufenthalt erwähnte SS-Obersturmführer Merbach bei seiner Zeugenaussage nicht. Beim Aufenthalt in Nammering wurden fast 800 auf dem Transport verstorbene Häftlinge im Renholdinger Steinbruch eingeäschert. Einige hundert davon waren in einem Steinbruch erschossen worden. Pfarrer Bergmann fragte, warum die Häftlinge erschossen worden seien; der Transportleiter gab zur Antwort, dass sie vor Hunger wahnsinnig geworden seien und SS-Wachen angefallen hätten und sich auch gegen Zivilbevölkerung hätten wenden können. Bergmann berichtete, der Zug habe Nammering mit etwa 3.100 Häftlingen verlassen.

### Ankunft in Dachau
In der Nacht vom 27. April auf den 28. April traf der Transport im KZ Dachau ein und wurde auf dem Anschlussgleis abgestellt. Er hatte sich in einen Zug voller Toter und Sterbender verwandelt.
Laut einem unveröffentlichten Manuskript von Pierre C. T. Verheye wurden am 28. April vermutlich etwa 800 Häftlinge ins Lager gebracht. Ausgehend von der Aussage Bergmanns, dass der Zug in Nammering mit 3.100 Personen abgefahren sei, würde sich durch die Angabe von Verheye auf 2.300 im Zug gelassene Personen schließen lassen.
Laut Zámečník hingegen wurde „eine nicht mehr feststellbare Anzahl“ Häftlinge am 28. April in das Bad und dann in einen Isolierblock des Lagers Dachau gebracht. Am Vormittag des 29. April wurden 17 bewusstlose Personen von Häftlingen des Dachauer „Arbeitskommandos Moorexpress“ ins Lager getragen.
Eine ungefähre Anzahl der Überlebenden des Transports bei der Ankunft im Lager Dachau liegt uns hier nur aus der einzigen Quelle Verheye vor. Die Zahl 800 muss zunächst als Anhaltspunkt gesehen werden. Der Rückschluss auf die endgültige Zahl 2.300 Verstorbene kann nicht als historisch völlig gesichert betrachtet werden. Sicher ist, dass es sich um eine extrem hohe Zahl im Zug Verstorbener handelte und es auch in den darauffolgenden Tagen zu weiteren Todesfällen kam. Im Lager selbst hatte man seit acht Tagen Sterbefälle nicht amtlich registriert. Auch an den beiden Tagen 29. und 30. April, nach Befreiung durch die Amerikaner, wurden Sterbefälle nicht amtlich dokumentiert. Erst am 1. Mai wurde damit wieder begonnen. Spätere Angaben, wie viele Personen jenen Transport überlebt haben, liegen hier nicht vor.

### Situation im Konzentrationslager

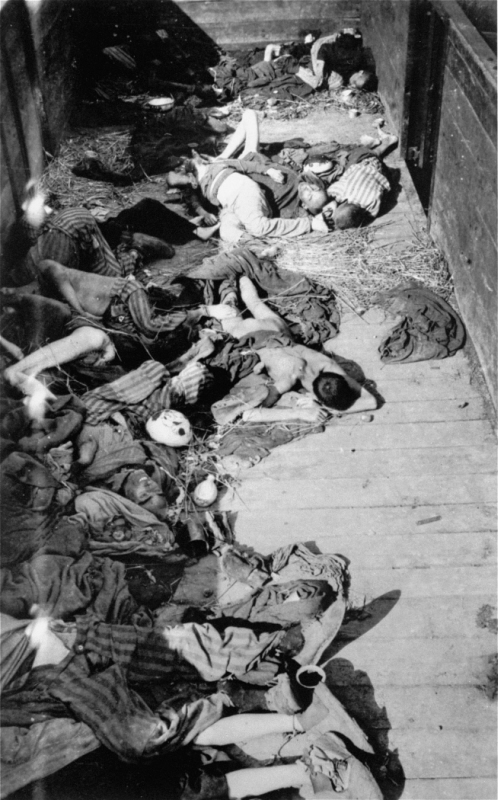
Ein offener Wagen des Zuges in Dachau

Einem Bericht Marguerite Higgins’ zufolge weigerten sich die Häftlinge, dem SS-Befehl Folge zu leisten und die Verstorbenen ins Lager zu bringen. Dies lag im Bereich des Möglichen, denn seit Tagen war die Lager-SS-Truppe im Begriff, sich aufzulösen bzw. sich abzusetzen. Seit Februar war das Krematorium außer Betrieb. Die Fleck-Typhusepidemie grassierte im Lager, seit dem 20. April wurden Sterbefälle amtlich nicht mehr dokumentiert. Am 23. April hatten die Arbeitskommandos zum ersten Mal das Hauptlager nicht zum Arbeitseinsatz verlassen. In den darauffolgenden Tagen hatten sich eine Reihe führender SS-Offiziere abgesetzt. Lagerkommandant Eduard Weiter hatte am 26. April das Lager verlassen. Das Lager selbst war völlig überfüllt, statt 208 teilten sich den letzten Kriegsjahren bis zu 1.600 Gefangene einen Wohnblock. Die Bereiche bei der Totenkammer, dem Krankenrevier, dem Krematorium und dem Invalidenblock waren überhäuft mit Toten.

## Eintreffen der US-Truppen in Dachau

### Vergeltungsaktion
Am 29. April marschierte die US-Armee ein, um das KZ Dachau zu befreien. Die US-Truppen trafen – noch bevor sie den Häftlingsbereich befreien konnten – unvermittelt auf den Todeszug mit seinen unzähligen verhungerten oder erschossenen Häftlingen. Nach diesem schockierenden Eindruck kam es bei der Befreiung des Konzentrationslagers Dachau zu einer spontanen Vergeltungsaktion durch US-Soldaten, die dabei bereits gefangene SS-Männer erschossen. Diese völkerrechtswidrigen Taten wurden von den kommandierenden US-Offizieren nach kürzester Zeit unterbunden. Die genaue Zahl der getöteten SS-Männer ist nicht bekannt, es wird von etwa 50 Toten ausgegangen.

### Bestattung auf dem Leitenberg
Um die Verbreitung von Typhus und Fleckfieber einzudämmen, wurden die Toten aus dem Zug wie auch die „40“ bei Kämpfen um Dachau gefallenen „Wehrmachtsoldaten“ umgehend am Ort des späteren KZ-Friedhofs Dachau-Leitenberg in einer zweiten Massengrab-Anlage beerdigt.

### Bericht der US-Armee zum KZ Dachau und dem Todeszug
Angesichts der bisher ungekannten, im und um das KZ Dachau vorgefundenen Verbrechen fertigte die US-Armee einen umfangreichen Untersuchungsbericht an. Dieser gilt als die erste Untersuchung eines deutschen Konzentrationslagers und behandelt auch den Todeszug aus Buchenwald. Der Bericht hatte eine umfangreiche Presseberichterstattung in den USA zur Folge.

### Konfrontation der Bevölkerung durch Alliierte
Ähnlich wie beim KZ Buchenwald konfrontierten die US-Truppen auch beim KZ Dachau die Bevölkerung der umliegenden Orte mit den Taten des NS-Regimes.

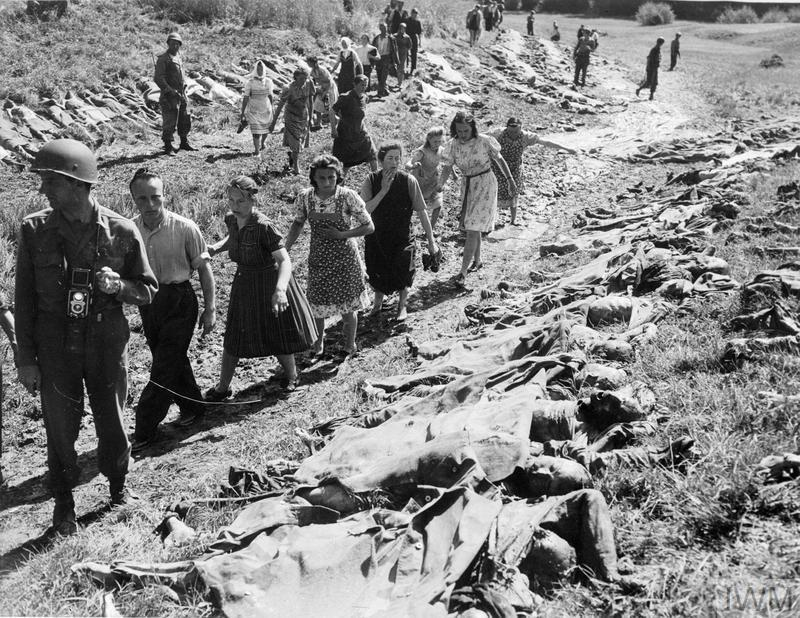
Deutsche Zivilisten gehen an den Toten der Evakuierungstransporte bei Nammering vorbei – April 1945
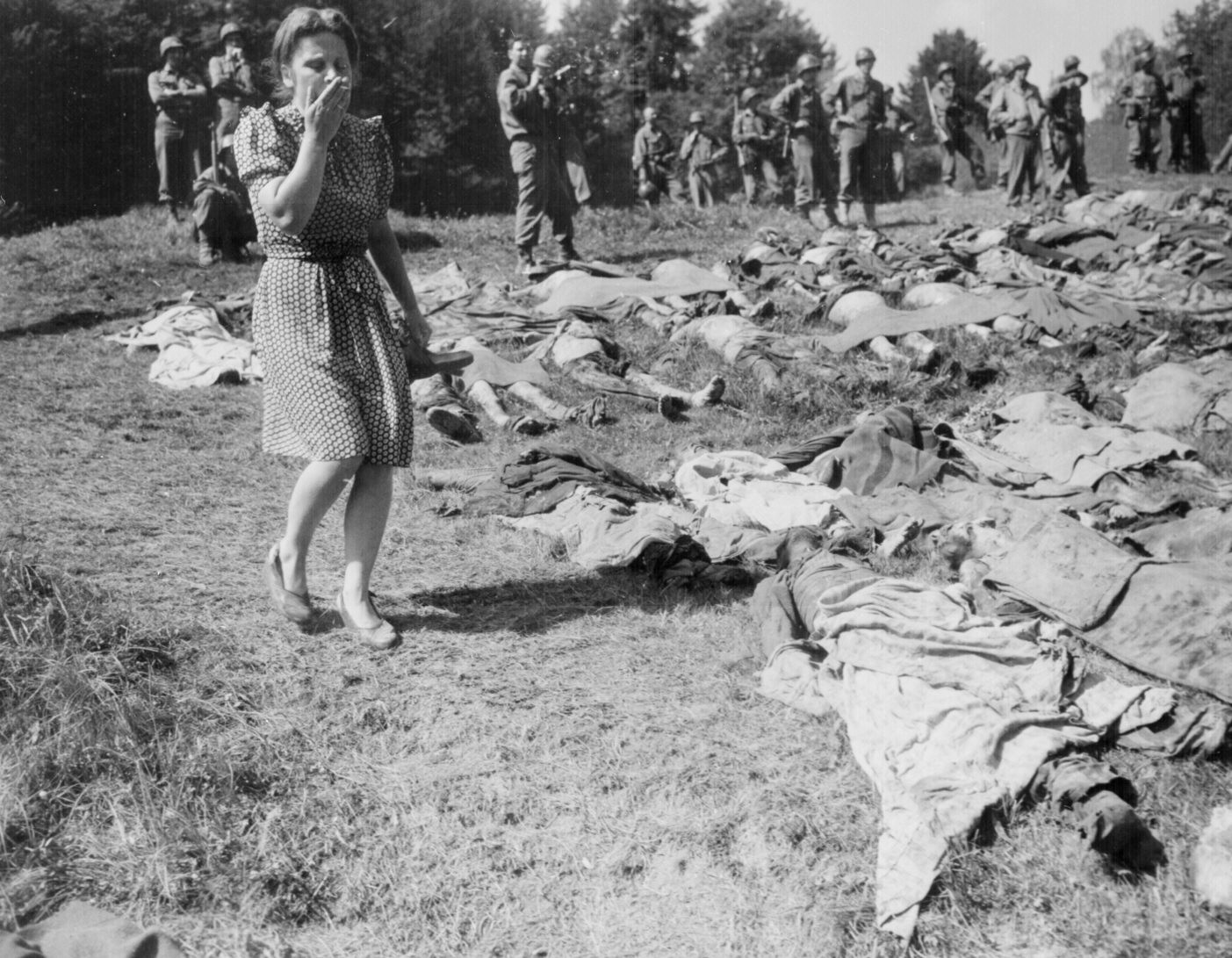
Deutsche Frau in Nammering beim Anblick von exhumierten Opfern des Evakuierungszuges
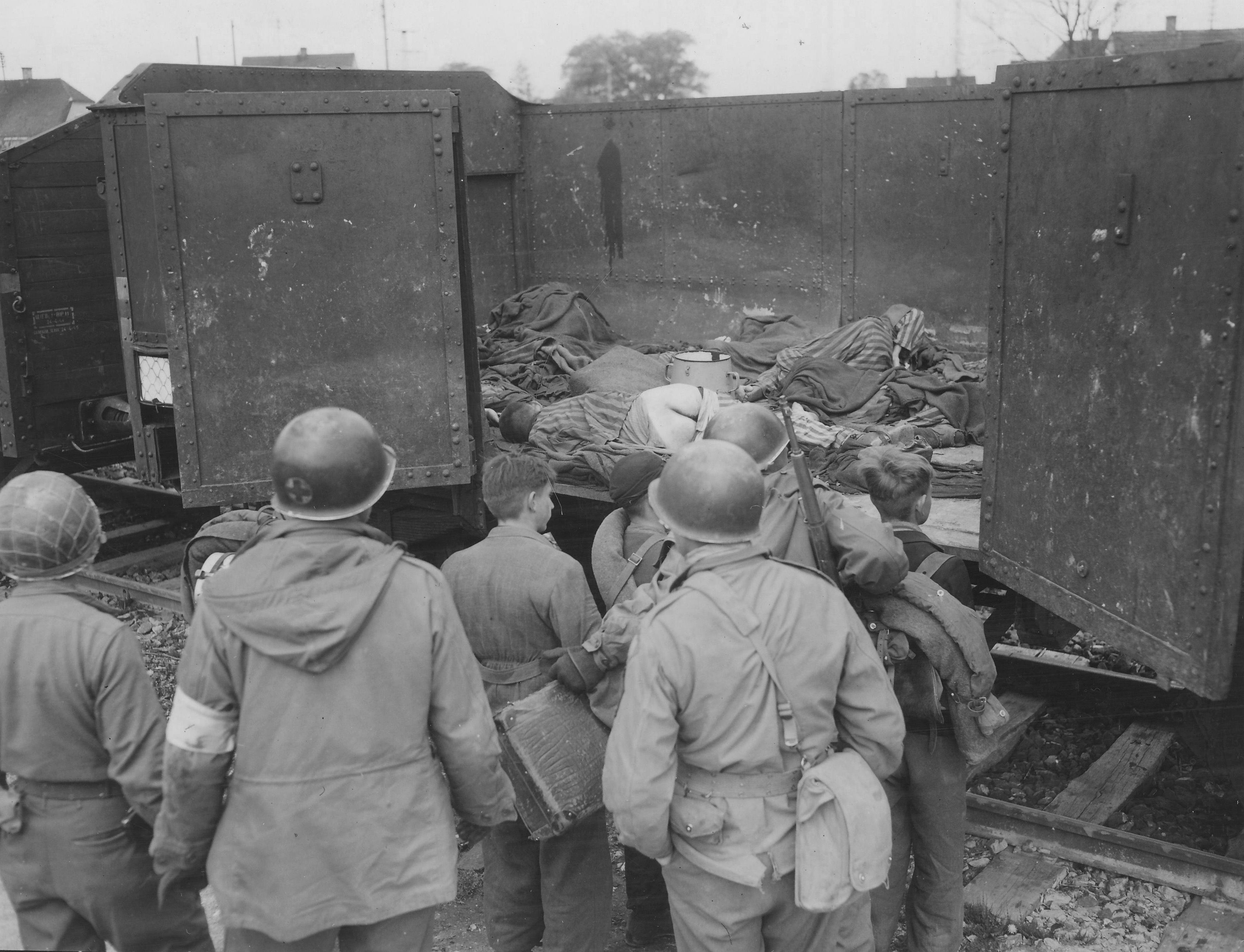
Die Hitlerjugend vor dem Todeszug in Dachau (30. April 1945)

## Gedenken

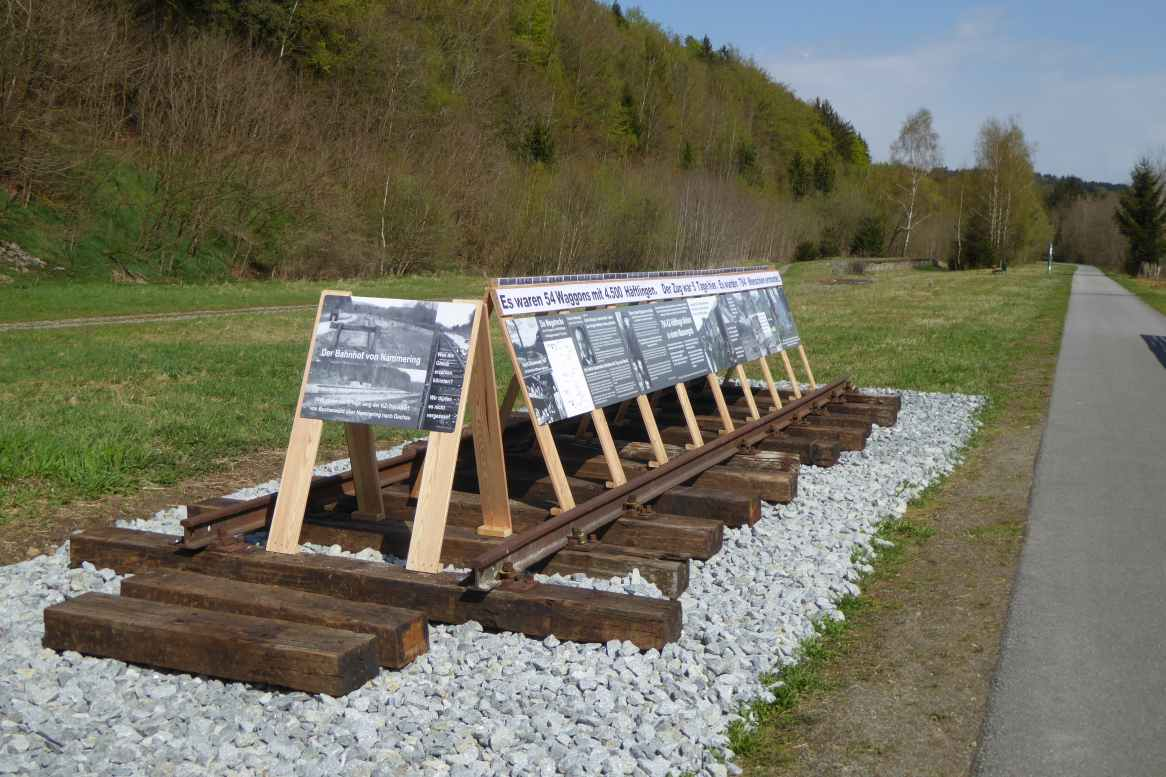
Mahnmal an den Todeszug in Nammering

In Nammering, Landkreis Passau, wurde ein Mahnmal an den Todeszug errichtet. Mehrere hundert in Nammering umgekommene Häftlinge des Todeszuges sind seit 1958 auf dem Ehrenfriedhof der KZ-Gedenkstätte Flossenbürg bestattet.
Das Hauptgebäude des KZ Dachau wurde später zur KZ-Gedenkstätte Dachau.